# Хайнрих II Ройс-Кьостриц
Хайнрих II Ройс-Кьостриц (на немски: Heinrich II Fürst Reuss zu Köstritz; * 13/31 март 1803, Цайст при Утрехт, Нидерландия; † 29 юни 1852, Ерфурт, Германия) от род Ройс-Шлайц-Кьостриц, е от 30 юни 1851 г. княз на Ройс-Шлайц-Кьостриц от Ройс млада линия.

## Биография
Той е третият син на граф Хайнрих LV Ройс-Кьостриц (* 1 декември 1768, Кьостриц; † 9 април 1846, Лондон), предигер на „Хернхутер Брюдергемайне“ в Хавърфордуест и Уелс, и съпругата му баронеса Мари Юстин де Ватевил (* 18 ноември 1762, Хернхут; † 21 май 1828, Лондон), дъщеря на барон Йохан де Ватевил и контеса Бенигна Юстина фон Цинцендорф-Потендорф. Внук е на Хайнрих XXIII фон Ройс-Кьостриц, младата линия (1722 – 1787) и графиня Ернестина Хенриета София фон Шьонбург-Векселбург (1736 – 1768). Брат е на неженения граф Хайнрих LXXIII Ройс-Кьостриц (1798 – 1855), който е роден и умира в Лондон.
Хайнрих II Ройс-Кьостриц живее повечето в Лайпциг и е голям любител на музиката. Приятел е с Феликс Менделсон Бартолди и Роберт Шуман, който му посвещава своята Romanzen оп. 28.
След смъртта му на 29 юни 1852 г. в Ерфурт той е погребан на 5 юли 1852 г. в църквата в Хоенлойбен във фамилната гробница на фамилията Ройс-Кьостриц. На 31 март 1853 г. вдовицата му създава в негова чест „Спасителната къща“ за деца в Хоенлойбен, която е осветена през 1855 г. и от 1950 г. се води като „държавен детски дом Хоенлойбен“.

## Фамилия
Хайнрих II Ройс-Кьостриц се жени на 4 август 1846 г. в Кастел за графиня Клотилда Шарлота София фон Кастел-Кастел (* 6 февруари 1821, Кастел; † 20 януари 1860, Лайпциг), дъщеря на граф Фридрих Лудвиг Хайнрих фон Кастел-Кастел (1791 – 1875) и принцеса Емилия Фридерика Кристиана фон Хоенлое-Лангенбург (1793 – 1859). Те имат трима сина:
- Хайнрих XVIII Ройс-Кьостриц (* 14 май 1847, Лайпциг; † 15 август 1911, между Швайнфурт и Вюрцбург), пруски генерал на кавалерията, женен на 17 ноември 1886 г. в Шверин за херцогиня Фридерика Вилхелмина Елизабет Александрина Августа Мариана Шарлота фон Мекленбург-Шверин (* 7 ноември 1868, дворец Белведере, Берлин; † 20 декември 1944, Партенкирхен), дъщеря на херцог Вилхелм фон Мекленбург; има трима сина с титлите принц
- Хайнрих XIX принц Ройс-Кьостриц (* 30 август 1848, Лайпциг; † 13 март 1904, дворец Меферсдорф), женен на 25 юни 1877 г. в Славентциц за принцеса Мария Фелицитас фон Хоенлое-Йоринген (* 25 юли 1849, Шафхаузен; † 31 януари 1929, Меферсдорф), дъщеря на княз Хуго фон Хоенлое-Йоринген (1816 – 1897) и принцеса Паулина Вилхелмина Каролина Амалия фон Фюрстенберг (1829 – 1900); няма деца
- Хайнрих XX принц Ройс-Кьостриц, фрайхер фон Райхенфелс (* 17 юни 1852, Лайпциг; † 3 септември 1884, Бойтсфорт близо до Брюксел), женен на 17 август 1879 г. в Хелголанд за Клотилде Ру (* 15 октомври 1857, Париж; † 18 ноември 1928, Икселес, Белгия); загубва титлата си принц; има две дъщери и един син с титлите фрайн и фрайхер фон Райхенфелс.